# 梅松インターチェンジ
梅松インターチェンジ（メソンインターチェンジ）は大韓民国京畿道華城市にある西海岸高速道路のインターチェンジである。

## 歴史
- 1996年12月17日 - 開設

## 周辺
- 安山市方面

## 隣
西海岸高速道路
梅松SA - (31) 梅松IC - (31-1) 八谷JCT